# 400 mètres masculin aux Jeux olympiques d'été de 1980 (athlétisme)
Navigation
Montréal 1976 Los Angeles 1984
L'épreuve du 400 mètres masculin aux Jeux olympiques de 1980 s'est déroulée du 27 au 30 juillet 1980 au Stade Loujniki de Moscou, en URSS. Elle est remportée par le Soviétique Viktor Markin dans le temps de 44 s 60.

## Résultats

### Finale
| Rang               | Athlète            | Pays               | Temps   |
| ------------------ | ------------------ | ------------------ | ------- |
| Médaille d'or      | Viktor Markin      | Union soviétique   | 44 s 60 |
| Médaille d'argent  | Rick Mitchell      | Australie          | 44 s 84 |
| Médaille de bronze | Frank Schaffer     | Allemagne de l'Est | 44 s 87 |
| 4                  | Alberto Juantorena | Cuba               | 45 s 09 |
| 5                  | Alfons Brijdenbach | Belgique           | 45 s 10 |
| 6                  | Mike Solomon (en)  | Trinité-et-Tobago  | 45 s 55 |
| 7                  | David Jenkins      | Royaume-Uni        | 45 s 56 |
| 8                  | Joseph Coombs (en) | Trinité-et-Tobago  | 46 s 33 |

## Légende
Records et Performances
- AR : Record continental (area record)
- CR : Record des championnats (championship record)
- MR : Record du meeting (meet record)
- NR : Record national (national record)
- OR : Record olympique (olympic record)
- PR : Record paralympique (paralympic record)
- PB : Record personnel (personal best)
- SB : Meilleure performance personnelle de la saison (season's best)
- WL : Meilleure performance mondiale de l'année (world leader)
- WJR : Record du monde junior (world junior record)
- WR : Record du monde (world record)

Circonstances et Conditions
- DNF : N'a pas terminé (did not finish)
- DNS : N'a pas pris le départ (did not start)
- DQ : Disqualification (disqualification)
- NM : Aucun essai valable enregistré (No Mark)
- Q : Qualifié « directement » au prochain tour (ou à la prochaine compétition), lors d'une compétition majeure, grâce au classement ou à la réalisation des minima (automatic qualifier)
- q : Qualifié au prochain tour (ou à la prochaine compétition), lors d'une compétition majeure, grâce au repêchage ou à la réalisation de l'une des meilleures performances parmi celles des « non qualifiés directement » (grâce au meilleur temps ou à la meilleure distance par exemple) (secondary qualifier)